# 패킷 생성기
패킷 생성기 또는 패킷 빌더는 임의의 패킷을 생성하거나, 사용자가 상세한 사용자 지정 패킷을 만들 수 있도록 하는 소프트웨어이다. 패킷 생성기는 원시 소켓을 이용하고 있다.
용도 : 버그 및 보안 취약점에 대한 IP 스택의 구현을 테스트하는 데 유용.

## 같이 보기
- 패킷 가로채기